# Cobaea pachysepala
Cobaea pachysepala är en blågullsväxtart som beskrevs av Paul Carpenter Standley. Cobaea pachysepala ingår i släktet Cobaea, och familjen blågullsväxter. Inga underarter finns listade i Catalogue of Life.